# Tomás Vieira
Tomás Borba Vieira (Ponta Delgada, 1938) é um professor, pintor e escritor açoriano. Estudou pintura na Escola Superior de Belas Artes de Lisboa e na Academia de Belas Artes de Florença, pedagogia na Universidade de Lisboa e ciências da educação na Universidade de Boston. Para além de pintor, mantém colaboração em diversas revistas e jornais, tendo publicados dois livros de contos e uma novela. Foi fundador do Centro Cultural da Caloura, na ilha de São Miguel. A sua obra pictórica está representada em diversos museus, como o Museu Regional Carlos Machado, em Ponta Delgada. Recebeu a Medalha de Mérito Municipal da Câmara Municipal de Lagoa, o Diploma de Mérito Municipal da Câmara Municipal de Ponta Delgada e a Insígnia Autonómica de Reconhecimento da Assembleia Legislativa da Região Autónoma dos Açores.